# Cernița, Burgas
Cernița (în bulgară Черница) este un sat în comuna Sungurlare, regiunea Burgas,  Bulgaria. 

## Demografie
Componența etnică a satului Cernița
     Bulgari (47,81%)
     Romi (3,2%)
     Turci (2,62%)
     Nicio identificare (43,73%)
     Altele (2,62%)
La recensământul din 2011, populația satului Cernița era de 343 locuitori. Nu există o etnie majoritară, locuitorii fiind bulgari (47,81%), romi (3,2%) și turci (2,62%). Pentru 43,73% din locuitori nu este cunoscută apartenența etnică.